# Gran Canaria repülőtér
A Gran Canaria repülőtér (IATA: LPA, ICAO: GCLP) egy nemzetközi repülőtér Spanyolországban, a Kanári-szigeteken. 2016-ban már 12 millió utast fogadott, ezzel az 5. legforgalmasabb spanyol repülőtérré vált. A Kanári-szigetekre irányuló turistaforgalom legnagyobb része szintén erre a repülőtérre érkezik. Éves utasforgalma 12 417 699 fő (2022). Utasforgalma alapján 2022-ben Afrika 3. legforgalmasabb repülőtere volt. Vészhelyzet esetére a NASA bármely űrrepülője számára alternatív leszállóhelyként választották ki a repülőteret.

## Futópályák
A repülőtér futópályái:
- 03L/21R (3100 m, 45 m, aszfaltbeton)
- 03R/21L (3100 m, 45 m, aszfaltbeton)

## Forgalom
Az utasforgalom az elmúlt években az alábbi módon változott:
| Utasok száma | 9 181 229 | 9 827 157 | 10 354 903 | 9 155 665 | 10 538 829 | 10 315 740 | 12 093 646 | 13 573 242 | 5 134 372 | 12 417 699 |
|              | 2003      | 2005      | 2007       | 2009      | 2011       | 2014       | 2016       | 2018       | 2020      | 2022       |

|                                           | Utasszám   | Gépmozgás | Teherszállítás (tonna) |
| ----------------------------------------- | ---------- | --------- | ---------------------- |
| 2000                                      | 9 376 640  | 98 063    | 43 706                 |
| 2001                                      | 9 332 132  | 93 291    | 40 860                 |
| 2002                                      | 9 009 756  | 93 803    | 39 638                 |
| 2003                                      | 9 181 229  | 99 712    | 40 050                 |
| 2004                                      | 9 467 494  | 104 659   | 40 934                 |
| 2005                                      | 9 827 157  | 110 748   | 40 389                 |
| 2006                                      | 10 286 726 | 114 949   | 38 360                 |
| 2007                                      | 10 354 903 | 114 355   | 37 491                 |
| 2008                                      | 10 212 123 | 116 252   | 33 695                 |
| 2009                                      | 9 155 665  | 101 557   | 25 994                 |
| 2010                                      | 9 486 035  | 103 087   | 24 528                 |
| 2011                                      | 10 538 829 | 111 271   | 23 679                 |
| 2012                                      | 9 892 067  | 100 393   | 20 601                 |
| 2013                                      | 9 770 253  | 95 483    | 18 781                 |
| 2014                                      | 10 315 732 | 102 211   | 19 821                 |
| 2015                                      | 10 627 182 | 100 417   | 18 800                 |
| 2016                                      | 12 093 645 | 111 996   | 18 588                 |
| Forrás: Aena Statistics Spanyol AIP, AENA |            |           |                        |